# Kanton Le Gosier-2
Der Kanton Le Gosier-2 war ein französischer Wahlkreis im Übersee-Département Guadeloupe im Arrondissement Pointe-à-Pitre. Er umfasste einen Teil der Gemeinde Le Gosier.